# 劉欣男
劉欣男（5世纪初—464年），是中国南北朝宋武帝刘裕的幼女。被封为豫章长公主。公主美貌，聪敏有智慧。太祖刘义隆在位时，礼待甚隆。公主先嫁给了徐乔，再嫁何瑀。
公主与何瑀情爱隆密，何家的外姻疏戚，都沾恩被泽。何瑀官至卫将军。大明八年（464年），公主去世，谥号康。何瑀被宋孝武帝追赠金紫光禄大夫，加散骑常侍。其女何令婉嫁给了宋前废帝刘子业（劉欣男哥哥宋文帝刘义隆的孙子）。